# 格昆县
格昆县是越南多乐省下辖的一个县。面积288.3平方千米，2017年总人口103842人。

## 地理
格昆县北接克容帕县，西接邦美蜀市，南接克容阿纳县，东接克容崩县。

## 历史
2007年8月27日，克容阿纳县格埃威社析置亚宁社；克容阿纳县以亚雕社、亚克都社、亚博霍社、和协社、热雷博行社、亚胡社、格埃威社、亚宁社8社析置格昆县。

## 行政区划
格昆县下辖8社，县莅热雷博行社。
- 格埃威社（Xã Cư Êwi）
- 热雷博行社（Xã Dray Bhăng）
- 亚博霍社（Xã Ea Bhôk）
- 亚胡社（Xã Ea Hu）
- 亚克都社（Xã Ea Ktur）
- 亚宁社（Xã Ea Ning）
- 亚雕社（Xã Ea Tiêu）
- 和协社（Xã Hòa Hiệp）